# You Want It You Got It
You Want It You Got It ist das zweite Studioalbum des kanadischen Rocksängers Bryan Adams. Das Album wurde am 21. Juli 1981 von seinem Musiklabel A&M Records veröffentlicht. Mit ihm konnte sich Adams erstmals auch in Großbritannien und den Vereinigten Staaten in den Charts platzieren, in Großbritannien allerdings erst 1985.

## Geschichte
Das Album wurde im Wesentlichen von Adams mit Jim Vallance geschrieben und 1981 mit dem neuen Produzenten Bob Clearmountain im Le Studio Morin Heights, Quebec, eingespielt. Als erste Single wurde Lonely Nights ausgekoppelt, die sich zunächst über Radioeinsätze in New York in den Vereinigten Staaten durchsetzen konnte. Alsbald konnte Adams so auf Clubtournee gehen, etwa als Support für The Kinks und Foreigner. Auch die beiden weiteren Singles Coming Home und Fits Ya Good erzielten einige Erfolge, der letztere Song konnte sich mit Platz 30 erstmals in den Top 40 in Kanada platzieren.

## Titelliste
| Nr. | Titel           | Länge |
| --- | --------------- | ----- |
| 1.  | Lonely Nights   | 3:46  |
| 2.  | One Good Reason | 4:22  |
| 3.  | Don’t Look Now  | 3:06  |
| 4.  | Coming Home     | 3:34  |
| 5.  | Fits Ya Good    | 4:35  |

| Nr. | Titel                              | Länge |
| --- | ---------------------------------- | ----- |
| 6.  | Jealousy (Adams, Lindsay Mitchell) | 3:49  |
| 7.  | Tonight                            | 4:58  |
| 8.  | You Want It, You Got It (Adams)    | 3:49  |
| 9.  | Last Chance (Adams)                | 3:17  |
| 10. | No One Makes It Right (Adams)      | 3:17  |

| Nr. | Titel                                  | Länge |
| --- | -------------------------------------- | ----- |
| 11. | Fits Ya Good (Von Live at the Budokan) | 3:55  |

## Rezeption

### Charts und Chartplatzierungen
| ChartsChartplatzierungen       | Höchstplatzierung | Wochen |
| ------------------------------ | ----------------- | ------ |
| Kanada (MC)                    | 50 (3 Wo.)        | 3      |
| Vereinigte Staaten (Billboard) | 118 (13 Wo.)      | 13     |
| Vereinigtes Königreich (OCC)   | 78 (5 Wo.)        | 5      |

### Auszeichnungen für Musikverkäufe
| Land/Region | Auszeichnungen für Musikverkäufe (Land/Region, Auszeichnung, Verkäufe) | Verkäufe |
| ----------- | ---------------------------------------------------------------------- | -------- |
| Kanada (MC) | Gold                                                                   | 50.000   |
| Insgesamt   | 1× Gold ·                                                              | 50.000   |

Hauptartikel: Bryan Adams/Auszeichnungen für Musikverkäufe